# Adrien Regattin
Adrien Regattin, né le 22 août 1991 à Champigny-sur-Marne, est un footballeur international marocain, qui possède également la nationalité française. Il joue au poste de milieu offensif à Eyüpspor en deuxième division turque.

## Biographie

### Jeunesse
Adrien Regattin est né d'un père français d’origine marocaine et d'une mère française. Sa grand-mère paternelle est née au Maroc dans la ville d’Erfoud. Après avoir grandi à Montpellier, il n'est pas retenu par le centre de formation du Montpellier HSC et file au FC Sète où il fera ses gammes.

### Carrière

#### FC Sète (2008-2009)
Il effectue ses premières apparitions professionnelles lors de la saison 2008-2009, dans son club formateur du FC Sète, alors en National après avoir été relégué de Ligue 2 lors de l'exercice 2007-2008. Sous l'égide de Frédéric Rémola, son entraîneur qui le surnomme le « petit Ribéry », il dispute deux matchs comme titulaire et cinq comme remplaçant.
Seulement le FC Sète a mal digéré la descente en National, et est donc placé en liquidation judiciaire en fin de saison 2008-2009. Le club est alors relégué en Division d'Honneur. Une grande partie de l'effectif issue de football professionnel est donc transférée.

#### Toulouse FC (2009-2016)
Adrien Regattin, sera le premier de cordée, puisqu'il signe au Toulouse FC en juin 2009, devenant ainsi la première recrue estivale du club de la ville rose.
Normalement prévu pour jouer en CFA2 avec la réserve toulousaine, il fait vite son trou et intègre le groupe professionnel en octobre 2009, avant de disputer son premier match de Ligue 1, le 13 décembre 2009, contre le Montpellier HSC, lors d'un match comptant pour la 17e journée du championnat. Il est pour la première fois titulaire lors du match contre Dijon le 13 août 2011 au Stadium, qui se solde par une victoire toulousaine. Une semaine plus tard, entré en jeu à Nice, il marque son premier but dans l'élite. Le jeune toulousain profite des minutes données par Alain Casanova pour progresser. Dans une interview sur VAVEL, le toulousain affirmera vouloir grandir au sein du club. Juste avant le tournoi de Toulon, le jeune milieu de terrain du Toulouse FC a confirmé son souhait d’évoluer sous les couleurs de la sélection marocaine lors des prochaines échéances, notamment lors des Jeux Olympiques de Londres 2012.
Malgré le maintien incroyable en Ligue 1 acquis par le Toulouse FC en 2016, il quitte le club de la ville rose car il arrivait en fin de contrat.

#### Osmanlıspor (2016-2018)
Le 31 août 2016 lors du dernier jour du mercato estival, Adrien Regattin s'engage avec le club turc d'Osmanlıspor, avec lequel il redécouvre l'Europe, le club étant qualifié pour la Ligue Europa. Il marque son premier but avec le club d'Ankara le 28 novembre contre Konyaspor (score final un partout),.

#### Akhisar Belediyespor (2018-2019)
Après deux saisons à Osmanlıspor et après la relégation du club d'Ankara en deuxième division, il est transféré à l'Akhisar Belediyespor, où il signe un contrat de deux ans.

#### FC Cincinnati (2020)
Après son départ de Turquie à l'été 2019, il reste sans club jusqu'à sa signature au FC Cincinnati, en Major League Soccer, le 5 février 2020.
Le 11 septembre 2020, Regattin et le club se séparent d'un commun accord, en raison de problèmes personnels tenus secrets.

#### Altay SK (2020-2021)
Le 25 septembre 2020, Regattin signe à l'Altay SK pour une saison, retournant en deuxième division turque un an après son départ. Deux jours plus tard, il joue son premier match de championnat en entrant en jeu, portant le numéro 10, contre l'Eskisehirspor et délivre une passe décisive à Leandro Kappel qui entérine un large succès 6-0.

### Sélection
Dans le cadre de la rencontre opposant le Maroc au Togo prévu le 14 novembre 2012, Adrien Regattin, répond favorablement à la première convocation du sélectionneur national du Maroc, Rachid Taoussi.
Il obtient sa première cape le 14 novembre 2012 en entrant à la 60e minute durant le match amical contre le Togo, perdu 1 à 0.

### Vie privée
Adrien Regattin est le beau-frère du rappeur français originaire de Sète Rachid Daïf, dit Demi Portion.

## Statistiques

### Statistiques détaillées
Ce tableau présente les statistiques en carrière d'Adrien Regattin :
| Saison                | Club                  | Championnat           | Championnat | Championnat | Championnat | Coupe nationale | Coupe nationale | Coupe nationale | Coupe de la Ligue | Coupe de la Ligue | Coupe de la Ligue | Compétition(s) continentale(s) | Compétition(s) continentale(s) | Compétition(s) continentale(s) | Compétition(s) continentale(s) | Maroc | Maroc | Maroc | Total | Total | Total |
| Saison                | Club                  | Division              | M.          | B.          | P.d.        | M.              | B.              | P.d.            | M.                | B.                | P.d.              | Comp.                          | M.                             | B.                             | P.d.                           | M.    | B.    | P.d.  | M.    | B.    | P.d.  |
| 2008-2009             | FC Sète 34            | National              | 7           | 0           | -           | -               | -               | -               | -                 | -                 | -                 | -                              | -                              | -                              | -                              | -     | -     | -     | 7     | 0     | 0     |
| 2009-2010             | Toulouse FC           | Ligue 1               | 5           | 0           | 1           | 1               | 0               | 0               | 1                 | 0                 | 0                 | C3                             | 1                              | 0                              | 0                              | -     | -     | -     | 8     | 0     | 1     |
| 2010-2011             | Toulouse FC           | Ligue 1               | 3           | 0           | 0           | 1               | 0               | 0               | -                 | -                 | -                 | -                              | -                              | -                              | -                              | -     | -     | -     | 4     | 0     | 0     |
| 2011-2012             | Toulouse FC           | Ligue 1               | 21          | 2           | 2           | 1               | 0               | 1               | 1                 | 0                 | 0                 | -                              | -                              | -                              | -                              | 1     | 0     | 0     | 24    | 2     | 3     |
| 2012-2013             | Toulouse FC           | Ligue 1               | 27          | 3           | 0           | 1               | 0               | 0               | 2                 | 0                 | 0                 | -                              | -                              | -                              | -                              | -     | -     | -     | 30    | 3     | 0     |
| 2013-2014             | Toulouse FC           | Ligue 1               | 20          | 0           | 0           | 2               | 1               | 0               | 1                 | 0                 | 0                 | -                              | -                              | -                              | -                              | -     | -     | -     | 23    | 1     | 0     |
| 2014-2015             | Toulouse FC           | Ligue 1               | 34          | 3           | 4           | 0               | 0               | 0               | 1                 | 0                 | 1                 | -                              | -                              | -                              | -                              | -     | -     | -     | 35    | 3     | 5     |
| 2015-2016             | Toulouse FC           | Ligue 1               | 34          | 1           | 3           | 2               | 0               | 1               | 4                 | 1                 | 0                 | -                              | -                              | -                              | -                              | -     | -     | -     | 40    | 2     | 4     |
| Sous-total            | Sous-total            | Sous-total            | 144         | 9           | 10          | 8               | 1               | 2               | 10                | 1                 | 1                 | -                              | 1                              | 0                              | 0                              | 1     | 0     | 0     | 164   | 11    | 13    |
| 2010-2011             | Toulouse FC B         | CFA 2                 | 19          | 4           | -           | -               | -               | -               | -                 | -                 | -                 | -                              | -                              | -                              | -                              | -     | -     | -     | 19    | 4     | 0     |
| 2012-2013             | Toulouse FC B         | CFA 2                 | 3           | 2           | -           | -               | -               | -               | -                 | -                 | -                 | -                              | -                              | -                              | -                              | -     | -     | -     | 3     | 2     | 0     |
| 2013-2014             | Toulouse FC B         | CFA 2                 | 5           | 0           | -           | -               | -               | -               | -                 | -                 | -                 | -                              | -                              | -                              | -                              | -     | -     | -     | 5     | 0     | 0     |
| Sous-total            | Sous-total            | Sous-total            | 27          | 6           | -           | -               | -               | -               | -                 | -                 | -                 | -                              | -                              | -                              | -                              | -     | -     | -     | 27    | 6     | 0     |
| 2016-2017             | Osmanlıspor           | Süper Lig             | 28          | 1           | 2           | 6               | 0               | 0               | -                 | -                 | -                 | C3                             | 8                              | 0                              | 0                              | -     | -     | -     | 42    | 1     | 2     |
| 2017-2018             | Osmanlıspor           | Süper Lig             | 30          | 3           | 2           | 5               | 3               | 0               | -                 | -                 | -                 | -                              | -                              | -                              | -                              | -     | -     | -     | 35    | 6     | 2     |
| 2018-2019             | Osmanlıspor           | 1. Lig                | 3           | 2           | 1           | 0               | 0               | 0               | -                 | -                 | -                 | -                              | -                              | -                              | -                              | -     | -     | -     | 3     | 2     | 1     |
| Sous-total            | Sous-total            | Sous-total            | 61          | 6           | 5           | 11              | 3               | 0               | -                 | -                 | -                 | -                              | 8                              | 0                              | 0                              | -     | -     | -     | 80    | 9     | 5     |
| 2018-2019             | Akhisar Belediyespor  | Süper Lig             | 23          | 3           | 1           | 8               | 2               | 1               | -                 | -                 | -                 | C3                             | 5                              | 0                              | 0                              | -     | -     | -     | 36    | 5     | 2     |
| 2020                  | FC Cincinnati         | MLS                   | 11          | 0           | 2           | -               | -               | -               | -                 | -                 | -                 | -                              | -                              | -                              | -                              | -     | -     | -     | 11    | 0     | 2     |
| 2020-2021             | Altay SK              | 1. Lig                | 1           | 0           | 1           | 0               | 0               | 0               | -                 | -                 | -                 | -                              | -                              | -                              | -                              | -     | -     | -     | 1     | 0     | 1     |
| Total sur la carrière | Total sur la carrière | Total sur la carrière | 274         | 24          | 19          | 27              | 6               | 3               | 10                | 1                 | 1                 | -                              | 14                             | 0                              | 0                              | 1     | 0     | 0     | 326   | 31    | 23    |